# モスビー峰
座標: 南緯54度26分 東経3度21分 / 南緯54.433度 東経3.350度
モスビー峰（モスビーほう、ノルウェー語: Mosbytoppane, Mosbytoppen、英語: Mosby Peak）は、南大西洋に存在するノルウェー領ブーベ島西部に存在する山。名前の由来はノルウェーの海洋学者ハーコン・モスビーから。